# Wybory prezydenckie na Białorusi w 2010 roku
Wybory prezydenckie na Białorusi w 2010 roku na podstawie decyzji Izby Reprezentantów Zgromadzenia Narodowego Białorusi, przyjętej 14 września 2010 roku, odbyły się w dniu 19 grudnia 2010 roku. W odbywających się po raz czwarty od odzyskania niepodległości wyborach prezydenckich na Białorusi startowało dziesięciu kandydatów na urząd prezydenta. Według oficjalnych wyników zwycięzcą podobnie jak w poprzednich wyborach, które odbywały się w latach 1994, 2001 i 2006, został Alaksandr Łukaszenka.

## Ustalenie terminu
Zgodnie z art. 81 Konstytucji Republiki Białorusi wybory prezydenckie mogą odbyć się nie później niż dwa miesiące przed upływem trwającej kadencji, przy czym ustalenie terminu wyborów powinno nastąpić pięć miesięcy przed upływem kadencji. Kadencja Alaksandra Łukaszenki skończyła się 6 kwietnia 2011 roku, dlatego ostatni termin przeprowadzenia wyborów przypadł na 6 lutego 2011 roku, a ustalenie ich daty na 6 listopada 2010 roku. 
Początkowo za najbardziej prawdopodobny termin wyborów podawano początek 2011 roku. Dnia 14 września 2010 roku Izba Reprezentantów Zgromadzenia Narodowego Republiki Białorusi wyznaczyła datę wyborów prezydenckich na Białorusi na dzień 19 grudnia 2010 roku. Według oficjalnego komunikatu przyspieszenie było spowodowane okresem świąteczno-noworocznym, który na Białorusi trwa do połowy stycznia. Ponadto nowo obrany prezydent od następnego roku miał mieć zapewnioną możliwość rozpoczęcia kadencji od rozwiązania zadań społeczno-gospodarczych na nadchodzący rok. Obserwatorzy uważają jednak, że prawdziwą przyczyną mogła być próba ograniczenia czasu na przygotowanie się do nich potencjalnych kontrkandydatów obecnie urzędującego prezydenta.

## Kalendarz wyborczy
| termin             | treść czynności wyborczej                                                                              |
| ------------------ | --- |
| do 25 września     | Rejestracja listy komitetów wyborczych zbierających podpisy poparcia dla kandydatów na prezydenta      |
| do 30 września     | Rejestracja regionalnych, miejskich i okręgowych komisji wyborczych oraz formowanie sztabów wyborczych |
| do 4 listopada     | Formowanie okręgowych komisji wyborczych                                                               |
| do 30 października | Dostarczanie list z podpisami do Centralnej Komisji Wyborczej                                          |
| do 9 listopada     | Weryfikacja list z podpisami                                                                           |
| 15 – 24 listopada  | Rejestracja kandydatów                                                                                 |
| 4 grudnia          | Publikacja list wyborców z czynnym prawem wyborczym                                                    |
| 14 – 18 grudnia    | Głosowanie przedterminowe                                                                              |
| 19 grudnia         | Wybory                                                                                                 |

## Kandydaci
Początkowo chęć zgłoszenia swojego kandydata zadeklarowało 19 komitetów wyborczych. Ostatecznie 18 listopada 2010 roku Centralna Komisja Wyborcza Republiki Białorusi zarejestrowała 10 oficjalnych kandydatów z biernym prawem wyborczym. Pozostali kandydaci wycofali się z wyborów, nie zebrali dostatecznej liczby podpisów pod swoimi kandydaturami bądź komisja wyborcza odmówiła rejestracji kandydata.
| Imię nazwisko        | Partia/organizacja udzielająca poparcia                                          |
| -------------------- | -------------------------------------------------------------------------------- |
| Ryhor Kastusiou      | Białoruski Front Ludowy                                                          |
| Alaksandr Łukaszenka | Prezydent Białorusi / niezależny                                                 |
| Aleś Michalewicz     | Sojusz "O modernizację"                                                          |
| Uładzimir Niaklajeu  | Poeta i lider kampanii społecznej "Mów prawdę!"                                  |
| Jarosław Romańczuk   | wiceprzewodniczący Zjednoczonej Partii Obywatelskiej                             |
| Wital Rymaszeuski    | współprzewodniczący partii Białoruska Chrześcijańska Demokracja                  |
| Andrej Sannikau      | białoruski działacz polityczny i społeczny, lider kampanii "Europejska Białoruś" |
| Mikałaj Statkiewicz  | lider Białoruskiej Socjaldemokratycznej Partii                                   |
| Wiktar Ciareszczanka | ekonomista / niezależny                                                          |
| Dzmitryj Us          | przedsiębiorca / niezależny                                                      |

## Kampania wyborcza

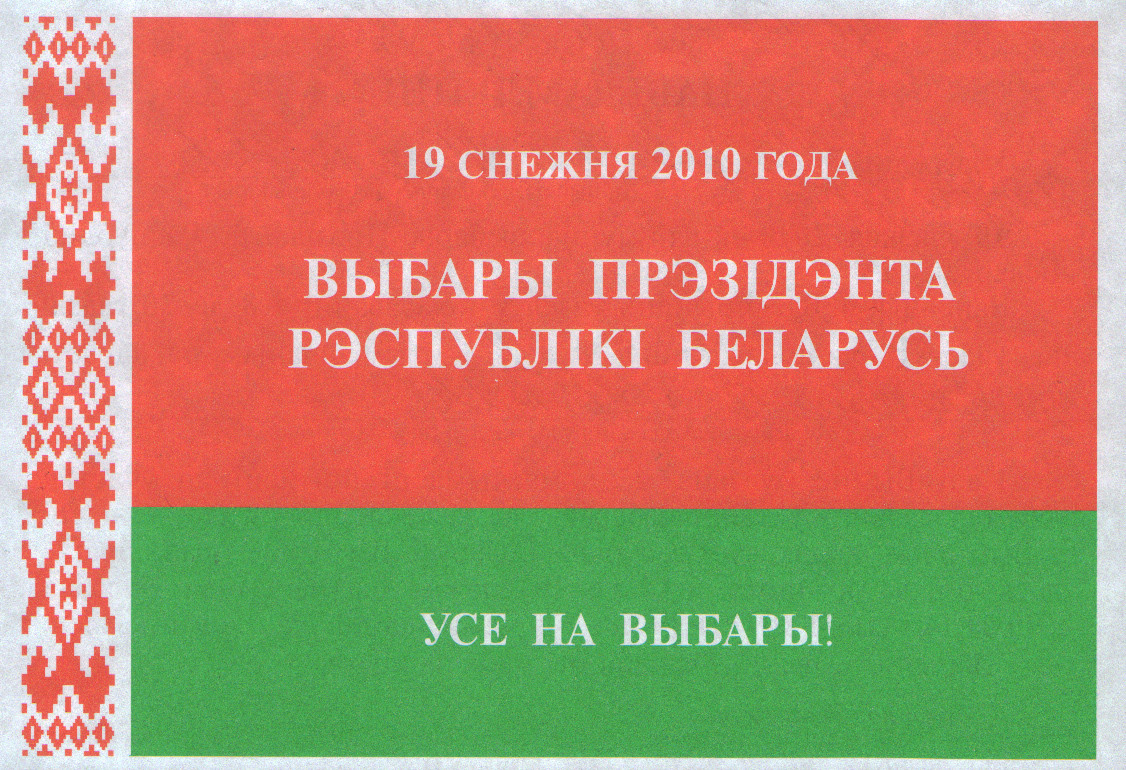
Imienne zaproszenie do wzięcia udziału w wyborach, wystosowane przez prezydenta Białorusi (awers)

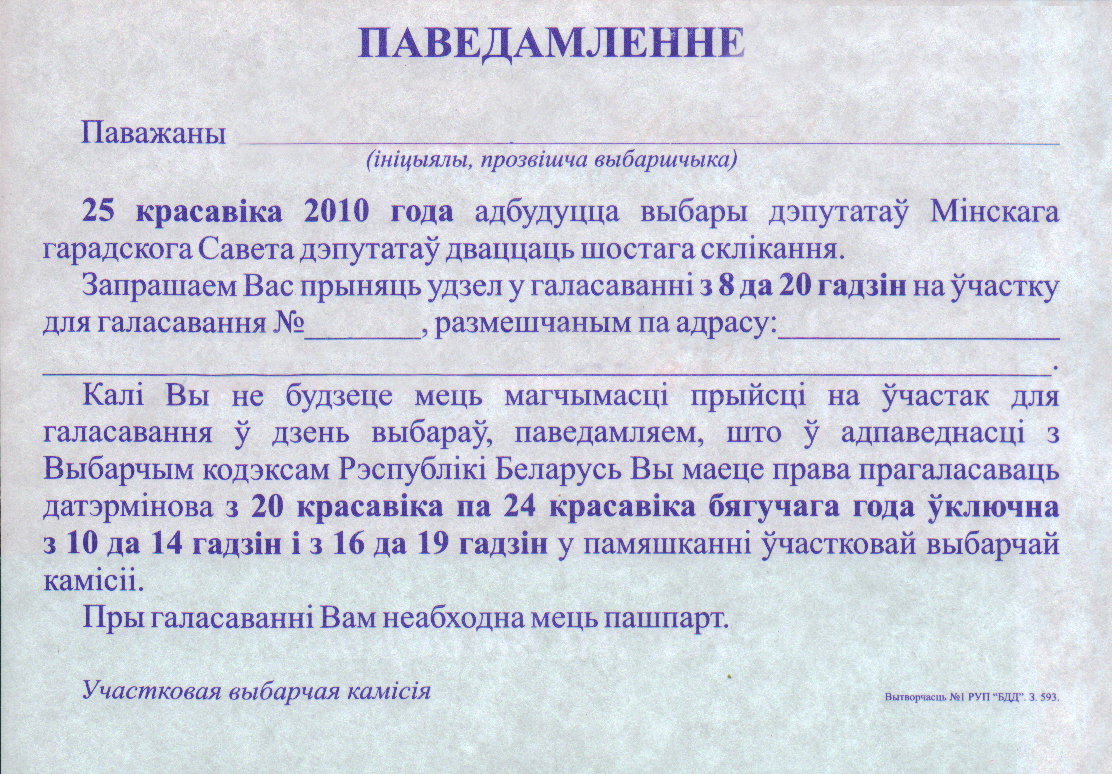
Imienne zaproszenie do wzięcia udziału w wyborach, wystosowane przez prezydenta Białorusi (rewers)

### Przejawy liberalizacji
Wraz z oficjalnym ogłoszeniem daty wyborów na Białorusi rozpoczęła się zbiórka podpisów poparcia dla kandydatów, a wraz z nią kampania wyborcza. Władze od początku zadeklarowały podjęcie starań, aby zapewnić równe szanse dla wszystkich kandydatów i w pełni demokratycznego przebiegu wyborów. Kandydaci mieli dostęp do 30-minutowego czasu antenowego w radiu i w telewizji, po raz pierwszy od wyborów w 1994 roku odbyła się telewizyjna debata na żywo, w której mogli wziąć udział wszyscy kandydaci. Prezydent Łukaszenka w specjalnym wystąpieniu poinformował o zebraniu 600 tys. podpisów (wobec 100 tys. wymaganych) i decyzji o zaprzestaniu zbiórki podpisów pod jego kandydaturą, zwracając się jednocześnie do obywateli o składanie podpisów na listach kontrkandydatów. Liberalizacja ma być wyraźnym sygnałem na zaspokojenie oczekiwań zachodu na uczciwość procesu.

### Kampania rosyjska
Postępujące od kilku lat ochłodzenie stosunków rosyjsko-białoruskich uległo w 2010 roku dalszemu pogłębieniu. Przyczyniły się do tego wcześniejsze nieskuteczne próby przejęcia przez Rosję białoruskiego przemysłu paliwowego i ropociągu "Drużba" oraz późniejsze rosyjskie plany dywersyfikacji gazu do Europy Zachodniej, jako alternatywy dla tzw. "wojen gazowych" i dla potencjalnych możliwości nacisku na niepokorne byłe republiki, których gospodarka w dużej mierze oparta jest na dostawach rosyjskich surowców na specjalnych warunkach. Rozczarowanie Kremla polityką przywódcy Białorusi pogłębiło się wraz z brakiem poparcia dla rosyjskiej polityki wobec Gruzji i nieuznaniem przez Mińsk separatystycznych republik Abchazji i Osetii Południowej. W lipcu rosyjska telewizja NTV rozpoczęła emisję czteroczęściowego filmu dokumentalnego Baćka Chrzestny, w którym przedstawiła Łukaszenkę jako nadużywającego władzy dyktatora, budującego w państwowej administracji kryminalne struktury wykorzystywane do celów walki z opozycją. Film przypomina m.in. o tajemniczych zniknięciach przeciwników Łukaszenki – Zacharence, Hanczarze, Krasouskim, operatorze rosyjskiej telewizji ORT Dmitriju Zawadzkim i tajemniczej śmierci Karpienki, przedstawia także opinię medyczną biegłego psychiatry sugerującą chorobę psychiczną dyktatora. Wraz ze zbliżającymi się wyborami kolejne rosyjskie media przyłączały się do negatywnej kampanii skierowanej przeciwko białoruskiemu prezydentowi. Pierwyj kanał wyemitował wywiad z białoruskimi opozycjonistami, telewizja “Rasija” pokazała materiał dokumentujący powiązania Białorusi z Gruzją, zaopatrzony komentarzami lidera rosyjskich komunistów Gienadija Zuganowa oraz Władimira Żyrinowskiego, w innym filmie dokumentalnym porównał Łukaszenkę do "cygana z filmów Emira Kusturicy" a stacja RTR pokazała program o cenzurze na Białorusi.

## Głosowanie przedterminowe
Zgodnie z harmonogramem wyborczym od 14 do 18 grudnia 2010 roku na Białorusi odbyło się przedterminowe głosowanie w wyborach prezydenckich. Według założeń w terminie tym mogli oddać swój głos wszyscy ci, którzy nie byli w stanie zrobić tego w dniu właściwych wyborów – w niedzielę 19 grudnia. Zgodnie z białoruskim prawem w dniach przedterminowego głosowania, na prośbę osoby uprawnionej do głosowania mógł przyjechać członek komisji z kartą wyborczą i "przenośną urną". Według białoruskiej Centralnej Komisji Wyborczej największym zmartwieniem jest groźba słabej frekwencji, dlatego też zarówno długi termin wyborów przedterminowych, jak i oddawanie głosów poza lokalem wyborczym jest całkowicie uzasadnione. Według opozycji i międzynarodowych obserwatorów proceder ten był okazją do masowego fałszowania głosów na korzyść urzędującego prezydenta. Kilka dni wcześniej przewodnicząca CWK, Lidzija Jarmoszyna, nie zgodziła się na całodobową kontrolę wyborów przez opozycję i międzynarodowych przedstawicieli, argumentując swoją decyzję, że obserwatorzy powinni pracować jako obserwatorzy, a nie jako nocni stróże. 
W głosowaniu przedterminowym wzięło udział 23,1% uprawnionych do głosowania wyborców. W trakcie jego przebiegu obserwatorzy notowali szereg nieprawidłowości i naruszeń obowiązujących standardów demokratycznego głosowania. Tradycyjnie władze organizowały grupowe wyjazdy pracownicze do lokali wyborczych. Do głosowania pod groźbą wyrzucenia z akademika przymuszali byli studenci, a ci, którzy zagłosowali, mogli wcześniej wyjechać do domu, co według przedstawicieli opozycji było wybiegiem mającym wykluczyć studentów z zapowiedzianych na niedzielę demonstracji. Komisje wyborcze pracowały codziennie pomiędzy 10:00–14:00 i 16:00–19:00, w czasie dwugodzinnej przerwy w głosowaniach urny wyborcze pozostawały jedynie pod opieką komisji wyborczych, w których globalnym składzie opozycja dostała jedynie 0,25% składu.

## Wybory

### Procedura wyborcza
| Okręg wyborczy   | Liczba lokali |
| ---------------- | ------------- |
| m. wydz. Mińsk   | 702           |
| obw. brzeski     | 986           |
| obw. grodzieński | 730           |
| obw. homelski    | 1114          |
| obw. miński      | 1085          |
| obw. mohylewski  | 818           |
| obw. witebski    | 911           |
| Suma:            | 6346          |

Głosowanie 19 grudnia trwało od 8:00 do 20:00. Na terenie kraju pracowało w tych godzinach 6346 lokali wyborczych, za granicą natomiast 44. Według danych CKW prawo wyborcze posiadało ponad 7 mln 94 tys. obywateli. W celu oddania głosu obywatel powinien był mieć przy sobie dokument tożsamości (paszport, książeczka wojenna, państwowa legitymacja służbowa, legitymacja studencka ze zdjęciem lub legitymacja emerytalna). Obywatel dostawał blankiet, na którym w porządku alfabetycznym wymieniono nazwiska kandydatów na prezydenta z krótkimi notkami biograficznymi. Po prawej stronie od nazwiska mieścił się pusty kwadrat, na końcu listy kandydatów znajdowała się dodatkowa linijka – "Przeciwko wszystkim kandydatom". Obywatel ma obowiązek samodzielnie oddać głos. Jeżeli nie jest w stanie tego zrobić, może wskazać zaufaną osobę, która to zrobi za niego (nie mogą to być członkowie komisji wyborczej, przedstawiciele mediów, kandydaci na prezydenta, obserwatorzy). W razie gdy obywatel nie jest w stanie z poważnych przyczyn udać się do lokalu wyborczego, może prosić o przybycie członka komisji wyborczej do miejsca przebywania obywatela (nie później niż dwie godziny przed zamknięciem lokalu wyborczego – do 18:00). Wybory prezydenckie zostaną uznane za odbyte, gdy swoje głosy odda ponad 50% obywateli, uprawnionych do głosowania. Zwycięzcą zostanie ogłoszony ten z kandydatów, który zdobędzie ponad połowę głosów.

### Protest w trybie wyborczym
Tuż przed upływem ustawowego terminu składania protestów w trybie wyborczym, który mijał w środę 22 grudnia, do Centralnej Komisji Wyborczej wpłynął wniosek o uznanie wyborów prezydenckich za nieważne. Dokument złożył jeden z kandydatów na prezydenta – Ryhor Kastusiou, który oświadczył, że składa go również w imieniu innych kontrkandydatów Łukaszenki (których większość w chwili składania protestu była osadzona w areszcie) i poprosił CKW o uwzględnienie tego faktu. W uzasadnieniu wniosku, na 38 stronach znalazły się zarzuty naruszeń ordynacji wyborczej oraz wykorzystywania administracji państwowej i środków publicznych do prowadzenia kampanii wyborczej, co według wnioskującego mogło mieć wpływ na ostateczne wyniki wyborów. Do skargi dołączono 36 stron załączników z uwagami sporządzonymi przez obserwatorów, a które dotyczyły zaobserwowanych nieprawidłowości i naruszania ordynacji. Były one już składane do komisji wyborczych różnego szczebla i prokuratury, ale bez odzewu. 24 grudnia, wraz z opublikowaniem oficjalnych wyników wyborów Centralna Komisja Wyborcza, poinformowała o odrzuceniu złożonych wcześniej skarg i wniosków.

## Implikacje
Białoruska opozycja, która dużo wcześniej nie miała wątpliwości co do przebiegu oraz wyniku wyborów, zapowiedziała na powyborczy wieczór demonstrację, do której władze rozpoczęły przygotowania na kilka dni przed wyborami, ściągając do Mińska wojsko i sprzęt, głównie armatki wodne i transportery opancerzone, mające być wykorzystane przy stłumieniu ewentualnej demonstracji. Przedstawiciele KGB i MSW podczas połączonej konferencji prasowej ostrzegli, że służby podejmą zdecydowane działania przeciwko "wszelkim bezprawnym działaniom, stwarzającym niebezpieczeństwo dla życia i zdrowia ludzi". 

### Demonstracja

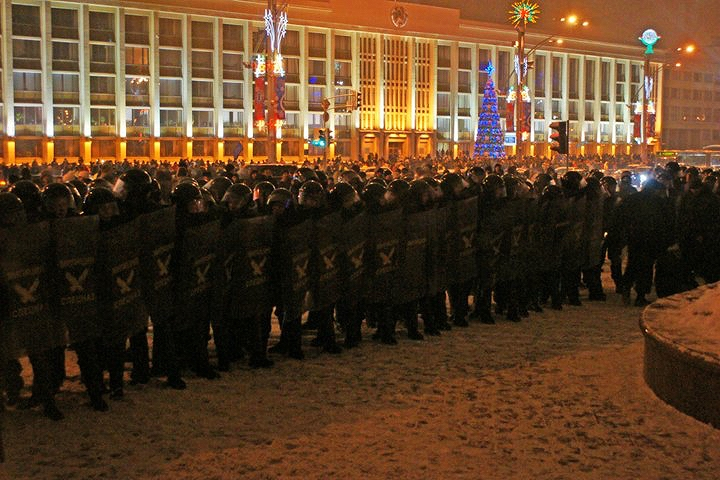
Specjalne siły policyjne w centrum Mińska

Pomimo gróźb i publicznie wyrażonego przekonania urzędującego prezydenta, że nie odbędą się żadne demonstracje, kontrkandydaci Łukaszenki i przywódcy demokratycznej opozycji już w trakcie trwających wyborów wezwali swoich zwolenników do licznego przybycia na plac Październikowy, gdzie miała rozpocząć się manifestacja przeciwko sfałszowaniu wyborów. Niektórzy z białoruskich politologów sugerowali nawet, że w zależności od siły demonstracji w kraju może dojść do rewolucji a prezydent Łukaszenko może być zmuszony zbiec z kraju. Pomimo późnej pory, zimna i zagrożenia ze strony obstawiającej plac milicji, na demonstrację przybyło około 40 tysięcy manifestantów, przekonanych że podobnie jak w poprzednich latach doszło do kolejnego oszustwa wyborczego. Kolumna demonstrantów nie wzbudzając początkowo interwencji ze strony milicji przemieściła się zgodnie z wcześniejszymi planami prospektem Niepodległości na plac Niepodległości, przy którym znajdują się siedziby białoruskiego rządu i Centralnej Komisji Wyborczej. 
Do eskalacji przemocy doszło w momencie, gdy opozycyjni aktywiści młodzieżowi próbowali dostać się do siedziby rządu przez wybite wcześniej okna. Według opozycji całe zajście, w tym wybicie szyb było prowokacją ze strony KGB, świadkowie twierdzą, że zamieszane w nią były "osoby z antenkami w uszach", hipotezę o możliwej rzekomej prowokacji służb specjalnych potwierdzają inne osoby, w tym Paweł Poncyljusz, polski poseł i obserwator wyborów z ramienia OBWE. Czekające w pobliżu milicyjne oddziały specjalne OMON, które początkowo jedynie obserwowały zajście, błyskawicznie odgrodziły urząd od demonstrujących osób, po chwili ruszyły w stronę tłumu i rozpoczęły pacyfikację demonstracji. W czasie starcia obrażenia odniosły setki osób, ponad 600 zostało aresztowanych, agresja OMON-u nie ominęła dziennikarzy, którym milicjanci zabierali materiały i zatrzymywali ich podobnie jak demonstrantów. Całe zajście było widoczne z okien hotelu w którym przebywali zagraniczni goście, w tym międzynarodowi obserwatorzy. W trakcie demonstracji i wkrótce po niej nastąpiły zatrzymania siedmiu kontrkandydatów Łukaszenki w wyborach: Uładzimira Niaklajeua, Mikołaja Statkiewicza, Alesia Michalewicza, Ryhora Kastusiaua, Andreja Sannikaua, Wiktara Ciareszczankę i Wktara Rymaszeuskiego.

### Pobicia i zatrzymania kandydatów
Po zakończeniu wyborów i w trakcie przygotowań członków sztabu wyborczego Uładzimira Niaklajeua do drogi na plac Październikowy, na którym rozpoczynała się demonstracja opozycji, doszło do ciężkiego pobicia kandydata i towarzyszących mu osób. Według Wiktara Harbaczoua, męża zaufania ze sztabu wyborczego Niaklajeua, po załadowaniu do samochodu urządzeń nagłaśniających, które miały zostać dostarczone na miejsce wiecu, z nieoznakowanego autobusu wyszła grupa kilkudziesięciu funkcjonariuszy OMON-u, którzy napadli i pobili grupę opozycjonistów. Obrażenia odniosło wielu opozycjonistów a sam Uładzimir Niaklajeu, po pobiciu, został w stanie nieprzytomności przewieziony karetką do szpitala. Sprzęt nagłaśniający został zabrany. Obecnym przy zajściu dziennikarzom milicjanci kazali położyć się na ziemi, odebrali kasety z nagraniem zajścia i zniszczyli je. Według doniesień świadków funkcjonariusze OMON-u użyli też granatów hukowych. 
W trakcie pacyfikacji demonstracji opozycji przez jednostki specjalne, doszło do pobicia trzech innych kandydatów na prezydenta Ryhora Kastusiaua, Witala Rymaszeuskiego i Andrieja Sannikaua. Zostali oni również odwiezieni do szpitala. Kilka godzin później wszyscy hospitalizowani kandydaci zostali aresztowani przez białoruskie służby specjalne. Niaklajeu, który nie był się w stanie samodzielnie poruszać został wyniesiony na prześcieradle. Do rana w areszcie znalazło się siedmiu z dziewięciu kontrkandydatów prezydenta Łukaszenki.

## Międzynarodowe misje obserwacyjne
Wyborom prezydenckim na Białorusi przyglądało się 1032 oficjalnie akredytowanych przez władze zagranicznych obserwatorów. W tym 440 z ramienia z Organizacja Bezpieczeństwa i Współpracy w Europie oraz około 350 z ramienia Wspólnoty Niepodległych Państw.

### OBWE
Misja z Organizacji Bezpieczeństwa i Współpracy w Europie pod przewodnictwem brytyjskiego polityka i posła Izby Gmin Tony'ego Lloyda, skrytykowała przebieg wyborów, określając je w swoim raporcie jako "bardzo dalekie od wolnych wyborów". Zastrzeżenie obserwatorów wzbudził przede wszystkim proces liczenia głosów, według ekspertów "pogorszył się on w trakcie liczenia głosów" i w niemal połowie został przez nich określony jako "zły" lub "bardzo zły" ze względu na jego "małą przejrzystość". 
Pomimo wcześniejszego oficjalnego zaproszenia misji i deklaracji współpracy ze strony władz Białorusi, obserwatorzy stali się przedmiotem krytyki ze strony Centralnej Komisji Wyborczej, której nie spodobały się "niepostępowe" standardy międzynarodowe, w szczególności instrukcje Biura Instytucji Demokratycznych i Praw Człowieka, które zdaniem przewodniczącej Centralnej Komisji Wyborczej Lidziji Jarmoszyny nie uwzględniają prawodawstwa lokalnego, zmuszając komisje wyborcze do współpracy "z jakimiś mitycznymi standardami międzynarodowymi". Również Prezydent Łukaszenko wyraził niezadowolenia z obecności misji zagranicznych obserwatorów, zarzucił im, że podejmują zbyt dużą inicjatywę i "poczuli się prawie gospodarzami" wyborów.

### WNP
Przewodniczący misji obserwacyjnej ze Wspólnoty Niepodległych Państw, były radziecki wojskowy i funkcjonariusz KGB Siergiej Lebiediew pozytywnie ocenił przebieg wyborów. Według Lebiediewa nie było żadnych dowodów na jakiekolwiek uchybienia, a same wybory zostały przeprowadzone w sposób otwarty, zgodnie z ordynacją wyborczą i "ogólnie przyjętym normami demokratycznymi". Lebiediew usankcjonował również działania białoruskich służb i milicji, która spacyfikowała powyborczą demonstrację, twierdząc że działały one zgodne z prawem, a opozycja powinna kwestionować wyniki wyborów na spokojnie i zgodnie z ordynacją wyborczą.

### Białoruś
Wśród grupy oficjalnie akredytowanych międzynarodowych obserwatorów, znaleźli się politycy spoza Białorusi, ale pełniący funkcje z jej ramienia, którzy zostali zaproszeni do pełnienia tej roli przez białoruski rząd. Wśród obserwatorów ze strony gospodarzy znaleźli się m.in. były poseł i wicepremier polskiego rządu Andrzej Lepper oraz były poseł na sejm Mateusz Piskorski. Obaj politycy, którzy wystąpili w programie informacyjnym białoruskiej telewizji publicznej "Panorama", relacjonującym przebieg wyborów, wyrazili swoje pozytywne odczucie wobec ich przebiegu. Lepper podkreślił dobrą organizację i pochwalił przedstawicieli komisji wyborczych za "otwartość i chęć współpracy". Mateusz Piskorski dodał, że pomimo dochodzących do obserwatorów sygnałów o nieprawidłowościach wyborczych, nie ma na ich potwierdzenie żadnych dowodów.